# Kanton Bondy-Sud-Est
Kanton Bondy-Sud-Est is een voormalig kanton van het Franse departement Seine-Saint-Denis. Kanton maakte deel uit van het Arrondissement Bobigny tot het op 22 maart 2015 werd opgeheven en de gemeente Bondy in zijn geheel werd opgenomen in het op die dag gevormde kanton Bondy.

## Gemeenten
Het kanton Bondy-Nord-Est omvatte de volgende gemeente:
- Bondy (deels)